# جام ملت‌های آفریقا ۲۰۱۹
جام ملت‌های آفریقا ۲۰۱۹ (انگلیسی: 2019 Africa Cup of Nations) (به اختصار AFCON 2019 یا CAN 2019) سی و دومین دوره جام ملت‌های آفریقا بود که از ۲۱ ژوئن (۳۱ خرداد) تا ۱۹ ژوئیه (۲۱ تیر) ۲۰۱۹ به میزبانی کشور مصر برگزار شد. مطابق تصمیم کمیته اجرایی CAF در تاریخ ۲۰ ژوئیه ۲۰۱۷ برای اولین بار زمان برگزاری جام ملت‌های آفریقا از زمستان (ژانویه/فوریه) به تابستان (ژوئن/ژوئیه)منتقل شد. همچنین این دوره اولین جام ملت‌های آفریقا بود که از ۱۶ تیم به ۲۴ تیم افزایش یافت.
در ابتدا قرار بود این مسابقات توسط کامرون برگزار شود. کامرون بعد از سال ۱۹۷۲ برای نخستین بار میزبان این رقابت‌ها شده بود اما در ۳۰ نوامبر ۲۰۱۸، کامرون به دلیل تأخیر در تحویل زیرساخت‌ها، شورش بوکوحرام و بحران آنگلوفون از میزبانی جام ملت‌های آفریقا ۲۰۱۹ محروم شد. در ۸ ژانویه سال ۲۰۱۹، مصر توسط کمیته اجرایی CAF به عنوان کشور میزبان این رقابت‌ها انتخاب شد. همچنین این مسابقات به دلیل تداخل با ماه رمضان از تاریخ اصلی ۱۵ ژوئن/۱۳ ژوئیه به ۲۱ ژوئن/۱۹ ژوئیه منتقل شد.
تیم ملی فوتبال کامرون مدافع عنوان قهرمانی بود اما در دور یک‌هشتم توسط تیم ملی فوتبال نیجریه حذف شد. تیم ملی فوتبال مصر به عنوان میزبان مسابقات پس از باخت به تیم ملی فوتبال آفریقای جنوبی در همان مرحله حذف شد.
تیم ملی فوتبال نیجریه با غلبه بر تیم ملی فوتبال تونس با نتیجه ۱ بر صفر در بازی رده‌بندی عنوان سوم را از آن خود کرد. تیم ملی فوتبال الجزایر در فینال با نتیجه ۱–۰ تیم ملی فوتبال سنگال را شکست داد و برای دومین بار پس از سال ۱۹۹۰ قهرمان مسابقات شد.

## انتخاب میزبان
پس از جلسه کمیته اجرایی CAF در ۲۴ ژانویه ۲۰۱۴، اعلام شد که شش کشور نامزدی رسمی خود را برای میزبانی بازی‌های ۲۰۱۹ ارائه داده‌اند:
کشورهای تأیید شده:
- الجزایر
- کامرون
- ساحل عاج

کشورهای رد شده:
- گینه /  گینه بیسائو /  لیبریا /  سیرالئون
- کنیا /  اوگاندا
- مالاوی /  زامبیا /  زیمبابوه
- نیجریه
- سنگال

این لیست با لیست اولیه پیشنهادهای کشورهای متقاضی میزبانی برای جام ملت‌های سال ۲۰۱۹ و ۲۰۲۱ که در نوامبر ۲۰۱۳ توسط CAF اعلام شده بودند متفاوت بود به طوری که در ان لیست کشور گابن نیز در لیست اصلی قرار داشت اما کامرون در آن نبود. در میان شش نامزد رسمی، الجزایر، گینه و ساحل عاج متقاضی میزبانی جام ملت‌های آفریقا ۲۰۲۱ نیز بودند.
جمهوری دموکراتیک کنگو در ابتدا خود را به عنوان متقاضی میزبانی اعلام کرد اما در ژوئیه ۲۰۱۴ کنار کشید. نگرانی‌ها و تهدیدهای امنیتی از سوی گروه‌های مختلف شبه نظامی به ویژه در شرق این کشور یک موضوع اولیه مرتبط با پیشنهاد کنگو بود. پیش از درخواست میزبانی انفرادی، گینه بخشی از یک پیشنهاد میزبانی مشترک چهار جانبه با گینه بیسائو، سیرالئون و لیبریا بود. همچنین زامبیا در ابتدا بخشی از یک پیشنهاد مشترک با مالاوی و زیمبابوه بود. کشورهای دیگر که علاقه اولیه خود را برای میزبانی ابراز داشتند قهرمان سال ۲۰۱۳ یعنی نیجریه، سنگال و پیشنهاد مشترک کنیا و اوگاندا بودند.
تصمیم‌گیری برای انتخاب کشور میزبان از اوایل سال ۲۰۱۴ به منظور اختصاص زمان مناسب به هر کشور پیشنهاد دهنده برای بازدید هیئت بازرسی به تعویق افتاد. پس از رای‌گیری نهایی در جلسه کمیته اجرایی CAF، در ۲۰ سپتامبر ۲۰۱۴، CAF میزبان مسابقات جام ملت‌های آفریقا ۲۰۱۹، ۲۰۲۱ و ۲۰۲۳ را بدین ترتیب اعلام کرد: ۲۰۱۹ کامرون، ۲۰۲۱ ساحل عاج و ۲۰۲۳ گینه.

### روند انتخاب میزبان جدید
انتظار می‌رفت که کامرون میزبان این دوره از مسابقات باشد اما در ۳۰ نوامبر ۲۰۱۸ توسط نشست کمیته اجرایی CAF در آکرا غنا به دلیل عدم آمادگی به موقع برای میزبانی و برآورده نکردن شرایط مورد انتظار کنفدراسیون فوتبال آفریقا کنار گذاشته شد. CAF سپس اعلام کرد که تا ۱۴ دسامبر ۲۰۱۸ درخواست‌ها برای میزبان جدید را دریافت می‌کنند.
سرانجام برگزاری این مسابقه در ۸ ژانویه ۲۰۱۹ توسط نشست کمیته اجرایی CAF در داکار سنگال به مصر اعطا شد. بعد از اینکه وزیر ورزش مراکش تأیید کرد که کشورش علاقه ای به میزبانی ندارد، رای‌دهندگان بین دو کشور مصر و آفریقای جنوبی میزبان نهایی را انتخاب کردند.
کشورهای تأیید شده:
- مصر
- آفریقای جنوبی

شمال آفریقا، ۱۳ سال پس از میزبانی مصر در سال ۲۰۰۶، برای اولین بار این مسابقات را برگزار می‌کرد.
این پنجمین باری بود که مصر بعد از سال‌های ۱۹۵۹، ۱۹۷۴، ۱۹۸۶ و ۲۰۰۶ میزبان جام ملت‌های آفریقا شد تا به کشوری تبدیل شود که بیشترین میزبانی را از این مسابقات در قاره آفریقا برعهده داشته‌است.

### نتایج رای‌گیری
| مصر           | ۱۶ |
| آفریقای جنوبی | ۱  |
| رای سفید      | ۱  |
| مجموع آرا     | ۱۸ |

## جوایز
CAF میزان جوایز را برای مسابقات سال ۲۰۱۹ افزایش داد. این جایزه بین تیم‌های شرکت کننده در جام ملت‌های آفریقا ۲۰۱۹ براساس رتبه کسب شده تقسیم شد.
| رتبه نهایی     | مبلغ جایزه    |
| -------------- | ------------- |
| قهرمان         | US$۴٫۵ میلیون |
| نایب قهرمان    | US$۲٫۵ میلیون |
| نیمه نهایی     | US$۲٫۰ میلیون |
| یک چهارم نهایی | US$۸۰۰٬۰۰۰    |

## حامیان مالی مسابقات
در ماه ژوئیه سال ۲۰۱۶، شرکت توتال یک بسته حمایت مالی هشت ساله را با کنفدراسیون فوتبال آفریقا (CAF) برای حمایت از ۱۰ مسابقه اصلی جام را بر عهده گرفت. همکاری بین CAF و توتال از جام ملت‌های آفریقا که در سال ۲۰۱۷ در گابن برگزار شد، آغاز شد و به همین دلیل نام مسابقات به جام ملت‌های آفریقای توتال تغییر نام داد.
| Title sponsor                       | Official sponsors                                                     | Regional sponsors        |
| ----------------------------------- | --------------------------------------------------------------------- | ------------------------ |
| - توتال                             | \| - 1XBET - اورانژ اس.ای. - ویزا کارت \| - گیلیاد - کونتیننتال آگ \| | - یاماها موتور - Temmy's |
| - 1XBET - اورانژ اس.ای. - ویزا کارت | - گیلیاد - کونتیننتال آگ                                              |                          |

## نماد مسابقات

Tut, the official mascot of the 2019 Africa Cup of Nations

هیئت برگزار کننده جام ملت‌های آفریقا ۲۰۱۹، نماد مسابقات AFCON 2019 را تحت عنوان Tut معرفی کرد که از فرعون توتانکامون مصری الهام گرفته شده بود. لباس ورزشی او به رنگ پیراهن خانگی تیم ملی فوتبال مصر (قرمز) با نقشه ای از قاره آفریقا در جلو پیراهن بود که همچنین نشان مسابقات در کنار او قرار داشت.

## توپ بازی‌ها
در این دوره از بازی‌ها شرکت آمبرو به جای Miter به عنوان تأمین کننده رسمی توپ بازی‌ها برای جام ملت‌های آفریقا ۲۰۱۹ بود. توپ رسمی مسابقات با نام Neo Pro در تاریخ ۲۹ مه ۲۰۱۹ رونمایی شد.

## مسابقات مقدماتی

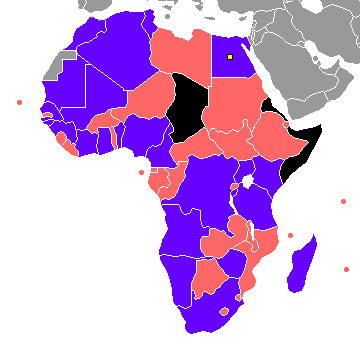

با توجه به انصراف مراکش از میزبانی جام ملت‌های سال ۲۰۱۵، حضور تیم ملی فوتبال مراکش در جام ملت‌های آفریقای ۲۰۱۷ و ۲۰۱۹ توسط CAF ممنوع اعلام شد اما با توجه به لغو این ممنوعیت توسط دادگاه حکمیت ورزش اجازه ورود مراکش به مسابقات داده شد.
به دلیل انصراف تیم ملی فوتبال چاد در مرحله انتخابی جام ملت‌های آفریقا ۲۰۱۷، از جام ملت‌های آفریقا ۲۰۱۹ نیز کنار گذاشته شد.

### تیم‌های راه یافته به مرحله نهایی
تیم‌های راه یافته به دور نهایی مسابقات:
| تیم                   | نحوه راه‌یابی          | تاریخ راه‌یابی  | تعداد حضور در مرحله نهایی | تاریخ آخرین حضور | بهترین نتیجه کسب شده                               | رده‌بندی جهانی فیفا |
| --------------------- | --------------------- | -------------- | ------------------------- | ---------------- | -------------------------------------------------- | ------------------ |
| مصر                   | میزبان/تیم دوم گروه J | ۱۶ اکتبر ۲۰۱۸  | 24th                      | ۲۰۱۷             | قهرمان (۱۹۵۷, ۱۹۵۹, ۱۹۸۶, ۱۹۹۸, ۲۰۰۶, ۲۰۰۸, ۲۰۱۰)  | ۵۸                 |
| ماداگاسکار            | تیم دوم گروه A        | ۱۶ اکتبر ۲۰۱۸  | 1st                       | -                | Debut                                              | ۱۰۸                |
| تونس                  | تیم اول گروه J        | ۱۶ اکتبر ۲۰۱۸  | 19th                      | ۲۰۱۷             | قهرمان (۲۰۰۴)                                      | ۲۵                 |
| سنگال                 | تیم اول گروه A        | ۱۶ اکتبر ۲۰۱۸  | 15th                      | ۲۰۱۷             | نائب قهرمان (۲۰۰۲)                                 | ۲۲                 |
| مراکش                 | تیم اول گروه B        | ۱۷ نوامبر ۲۰۱۸ | 17th                      | ۲۰۱۷             | قهرمان (۱۹۷۶)                                      | ۴۷                 |
| نیجریه                | تیم اول گروه E        | ۱۷ نوامبر ۲۰۱۸ | 18th                      | ۲۰۱۳             | قهرمان (۱۹۸۰, ۱۹۹۴, ۲۰۱۳)                          | ۴۵                 |
| اوگاندا               | تیم اول گروه L        | ۱۷ نوامبر ۲۰۱۸ | 7th                       | ۲۰۱۷             | نائب قهرمان (۱۹۷۸)                                 | ۸۰                 |
| مالی                  | تیم اول گروه C        | ۱۷ نوامبر ۲۰۱۸ | 11th                      | ۲۰۱۷             | نائب قهرمان (۱۹۷۲)                                 | ۶۲                 |
| گینه                  | تیم اول گروه H        | ۱۸ نوامبر ۲۰۱۸ | 12th                      | 2015             | نائب قهرمان (۱۹۷۶)                                 | ۷۱                 |
| الجزایر               | تیم اول گروه D        | ۱۸ نوامبر ۲۰۱۸ | 18th                      | ۲۰۱۷             | قهرمان (۱۹۹۰)                                      | ۶۸                 |
| موریتانی              | تیم دوم گروه I        | ۱۸ نوامبر ۲۰۱۸ | 1st                       | -                | -                                                  | ۱۰۳                |
| ساحل عاج              | تیم دوم گروه H        | ۱۸ نوامبر ۲۰۱۸ | 23rd                      | ۲۰۱۷             | قهرمان (۱۹۹۲, ۲۰۱۵)                                | ۶۲                 |
| کنیا                  | تیم دوم گروه F        | ۳۰ نوامبر ۲۰۱۸ | 6th                       | 2004             | حضور در مرحله گروهی (۱۹۷۲, ۱۹۸۸, ۱۹۹۰, ۱۹۹۲, ۲۰۰۴) | ۱۰۵                |
| غنا                   | تیم اول گروه F        | ۳۰ نوامبر ۲۰۱۸ | 22nd                      | ۲۰۱۷             | قهرمان (۱۹۶۳, ۱۹۶۵, ۱۹۷۸, ۱۹۸۲)                    | ۵۰                 |
| آنگولا                | تیم اول گروه I        | ۲۲ مارس ۲۰۱۹   | 8th                       | 2013             | یک چهارم نهایی (۲۰۰۸, ۲۰۱۰)                        | ۱۲۳                |
| بوروندی               | تیم دوم گروه C        | ۲۳ مارس ۲۰۱۹   | 1st                       | -                | -                                                  | ۱۳۴                |
| کامرون                | تیم دوم گروه B        | ۲۳ مارس ۲۰۱۹   | 19th                      | ۲۰۱۷             | قهرمان (۱۹۸۴, ۱۹۸۸, ۲۰۰۰, ۲۰۰۲, ۲۰۱۷)              | ۵۱                 |
| گینه بیسائو           | تیم اول گروه K        | ۲۳ مارس ۲۰۱۹   | 2nd                       | ۲۰۱۷             | حضور در مرحله گروهی (۲۰۱۷)                         | ۱۱۸                |
| نامیبیا               | تیم دوم گروه K        | ۲۳ مارس ۲۰۱۹   | 3rd                       | 2008             | حضور در مرحله گروهی (۱۹۹۸, ۲۰۰۸)                   | ۱۱۳                |
| زیمبابوه              | تیم اول گروه G        | ۲۴ مارس ۲۰۱۹   | 4th                       | ۲۰۱۷             | حضور در مرحله گروهی (۲۰۰۴, ۲۰۰۶, ۲۰۱۷)             | ۱۰۹                |
| جمهوری دموکراتیک کنگو | تیم دوم گروه G        | ۲۴ مارس ۲۰۱۹   | 19th                      | ۲۰۱۷             | قهرمان (۱۹۶۸, ۱۹۷۴)                                | ۴۹                 |
| بنین                  | تیم دوم گروه D        | ۲۴ مارس ۲۰۱۹   | 4th                       | 2010             | حضور در مرحله گروهی (۲۰۰۴, ۲۰۰۸, ۲۰۱۰)             | ۸۸                 |
| تانزانیا              | تیم دوم گروه L        | ۲۴ مارس ۲۰۱۹   | 2nd                       | 1980             | حضور در مرحله گروهی (۱۹۸۰)                         | ۱۳۱                |
| آفریقای جنوبی         | تیم دوم گروه E        | ۲۴ مارس ۲۰۱۹   | 10th                      | ۲۰۱5             | قهرمان (۱۹۹۶)                                      | ۷۲                 |

## ورزشگاه‌ها
به دلیل افزایش تیم‌های حاضر در مسابقات جام ملت‌های آفریقا از ۱۶ تیم به ۲۴ تیم، حداقل شش ورزشگاه برای برگزاری مناسب مسابقات پیش‌بینی شد.
پس از اعطای این پیشنهاد، ابتدا مصر هشت استادیوم را برای میزبانی مسابقات انتخاب کرد. این هشت ورزشگاه، ورزشگاه بین‌المللی قاهره و ورزشگاه السلام در قاهره، ورزشگاه الکساندریا و ورزشگاه حرص الحدود در اسکندریه، ورزشگاه المصری و ورزشگاه سوئز در سوئز، ورزشگاه اسماعیلیه در اسماعیلیه و ورزشگاه المصری در پورت سعید بود. بعدها، ورزشگاه السالم با استادیوم ۳۰ ژوئن جایگزین شد که یک استادیوم دیگر در قاهره است. انتظار می‌رفت که در این مسابقات ورزشگاه معروف برج العرب در اسکندریه و ورزشگاه عثمان احمد عثمان در قاهره مورد استفاده قرار گیرد اما انتخاب نشدند.
در تاریخ ۱۷ فوریه ۲۰۱۹ تأیید شد که تنها شش استادیوم استفاده می‌شود. شش محل برگزاری: ورزشگاه بین‌المللی قاهره و ورزشگاه ۳۰ ژوئن در قاهره، ورزشگاه الکساندریا در اسکندریه، ورزشگاه سوئز در سوئز، استادیوم اسماعیلیه در اسماعیلیه و ورزشگاه المصری در پورت سعید است.
با این وجود در ۱۳ مارس سال ۲۰۱۹، استادیوم باشگاه المصری در پورت سعید پس از کشف مشکل در یکی از غرفه‌های اصلی ورزشگاه، توسط ورزشگاه السلام در قاهره جایگزین شد.
| ورزشگاه بین‌المللی قاهره | استادیوم ۳۰ ژوئن | ورزشگاه السلام (مصر) |
| ظرفیت: ۷۴٬۱۰۰           | ظرفیت: ۳۰٬۰۰۰    | ظرفیت: ۳۰٬۰۰۰        |
|                         |                  |                      |
| اسکندریه                | سوئز (شهر)       | اسماعیلیه (شهر)      |
| ورزشگاه اسکندریه        | Suez Stadium     | Ismailia Stadium     |
| ظرفیت: ۱۹٬۶۷۶           | ظرفیت: ۲۷٬۰۰۰    | ظرفیت: ۱۸٬۵۲۵        |
|                         |                  |                      |

## داوران و کمک داوران
داوران زیر برای جام ملتهای آفریقا ۲۰۱۹ انتخاب شدند.

### داوران
| - Mustapha Ghorbal - Hélder Martins Rodrigues de Carvalho - Joshua Bondo - Pacifique Ndabihawenimana - Sidi Alioum - جهاد جریشه - Amin Omar - Ibrahim Nour El Din - باملاک تسما ویسا - Eric Otogo-Castane | - باکاری گاساما - Peter Waweru - Andofetra Rakotojaona - Mahamadou Keita - Beida Dahane - Ahmad Imetehaz Heeralall - Noureddine El Jaafari - Rédouane Jiyed - Jean Jacques Ndala Ngambo | - Louis Hakizimana - Maguette Ndiaye - Issa Sy - Bernard Camille - Victor Gomes - Sadok Selmi - Youssef Essrayri - Haythem Guirat - جانی سیکازوه |

### کمک داورها
| - Mokrane Gourari - Abdelhak Etchiali - Jerson Emiliano Dos Santos - Seydou Tiama - Nguegoue Elvis Guy Noupue - Evarist Menkouande - Issa Yaya - Soulaimane Almadine - Tahssen Abo El Sadat - Abouelregal Mahmoud - Ahmed Hossam Taha - Timothy Kiprono Kirui | - Tesfagiorghis Berhe - Samuel Temesgin - Sidibe Sidiki - Gilbert Cheruiyot - Souru Phatsoane - Attia Amsaaed - Lionel Andrianantenaina - Azgaou Lahcen - Mustapha Akarkad - Arsenio Maringule - Mahamadou Yahaya | - Baba Adel - Oliver Safari - El Hadji Malick Samba - Zakhele Thusi Siwela - Mohammed Ibrahim - Waleed Ahmed Ali - Yamen Mellouchi - Anouar Hmila - Mark Ssonko |

### کمک داوران ویدئویی
بر طبق تصمیم کمیته داوران کنفدراسیون فوتبال آفریقا، در این دوره از مسابقات از مرحله یک چهارم نهایی از کمک داور ویدئویی زیر استفاده شد.
- Benoît Millot
- Pol van Boekel

## شیوه برگزاری مسابقات
۲۴ تیم برگزار کننده مسابقات نهایی بودند که فقط میزبان به صورت مستقیم وارد بازی‌ها شد و ۲۳ تیم دیگر از طریق مسابقات مقدماتی واجد شرایط شدند. ۲۴ تیم به ۶ گروه چهار تیمی تقسیم شدند. تیم‌ها در هر گروه با تیم‌های دیگر گروه یکبار بازی کردند. پس از مرحله گروهی، دو تیم برتر از هر گروه و ۴ تیم برتر رده سوم به مرحله یک چهارم نهایی صعود کردند و برندگان یک چهارم نهایی به نیمه نهایی راه یافتند. بازندگان نیمه نهایی در مسابقه رده‌بندی برای جایگاه سوم و چهارم بازی کردند، در حالی که برندگان نیمه نهایی بازی فینال را برگزار کردند.

## ترکیب تیم‌ها
هر تیم باید متشکل از ۲۳ بازیکن که حتماً باید ۳ بازیکن آن‌ها دروازه‌بان بود.

## سید بندی
قرعه کشی در تاریخ ۱۲ آوریل ۲۰۱۹، ساعت ۲۰:۰۰ به وقت محلی روبروی ابوالهول و اهرام جیزه، در مصر برگزار شد. ۲۴ تیم به شش گروه چهار تیمی تقسیم شدند.
روش قرعه کشی در تاریخ ۱۱ آوریل ۲۰۱۹ توسط کمیته اجرایی CAF تصویب شد. برای قرعه کشی، تیم‌ها بر اساس رتبه‌بندی جهانی FIFA در آوریل ۲۰۱۹ (داخل پرانتز) در چهار گلدان قرار داده شدند. تیم ملی فوتبال مصر به عنوان میزبان به‌طور خودکار در موقعیت A1 قرار گرفت. تیم ملی فوتبال کامرون مدافع عنوان قهرمان نیز به‌طور خودکار در گلدان ۱ قرار گرفت.
| سید ۱                                                                                                 | سید ۲                                                                                        | سید ۳                                                                                          | سید ۴                                                                                              |
| --- | -------------------------------------------------------------------------------------------- | ---------------------------------------------------------------------------------------------- | -------------------------------------------------------------------------------------------------- |
| مصر (۵۷) (میزبان) · کامرون (۵۴) (قهرمان دوره قبل) · سنگال (۲۳) · تونس (۲۸) · نیجریه (۴۲) · مراکش (۴۵) | جمهوری دموکراتیک کنگو (۴۶) · غنا (۴۹) · مالی (۶۵) · ساحل عاج (۶۵) · گینه (۶۸) · الجزایر (۷۰) | آفریقای جنوبی (۷۳) · اوگاندا (۷۹) · بنین (۹۱) · موریتانی (۱۰۳) · ماداگاسکار (۱۰۷) · کنیا (۱۰۸) | زیمبابوه (۱۱۰) · نامیبیا (۱۱۳) · گینه بیسائو (۱۱۸) · آنگولا (۱۲۲) · تانزانیا (۱۳۱) · بوروندی (۱۳۶) |

## مرحله گروهی
دو تیم برتر هر گروه به همراه چهار تیم برتر رده سوم، به دور یک‌هشتم نهایی راه پیدا کردند.

### قوانین صعود به دور بعد
تیم‌ها براساس امتیازات (۳ امتیاز برای برد، ۱ امتیاز برای تساوی، ۰ امتیاز برای باخت) در گروه رتبه‌بندی شدند. جایی که دو یا چند تیم واجد امتیاز مساوی در مرحله گروهی باشند رتبه‌بندی آن‌ها با معیارهای زیر تعیین می‌شود:
1. امتیاز بدست آمده در مسابقات بین تیم‌های مربوط؛
2. تفاضل گل در مسابقات بین تیم‌های مربوط؛
3. تعداد گلهایی که در مسابقات گروهی بین تیم‌های مربوط به ثمر رساند؛
4. تفاوت گل در تمام مسابقات گروهی؛
5. تعداد گلها در تمام مسابقات گروهی؛
6. قرعه کشی.

### گروه A
| جایگاه | تیم                   | بازی | برد | تساوی | باخت | گل زده | گل خورده | تفاضل | امتیاز |                    |
| ------ | --------------------- | ---- | --- | ----- | ---- | ------ | -------- | ----- | ------ | ------------------ |
| ۱      | مصر                   | ۳    | ۳   | ۰     | ۰    | ۵      | ۰        | ۵+    | ۹      | صعود به مرحله حذفی |
| ۲      | اوگاندا               | ۳    | ۱   | ۱     | ۱    | ۳      | ۳        | ۰     | ۴      | صعود به مرحله حذفی |
| ۳      | جمهوری دموکراتیک کنگو | ۳    | ۱   | ۰     | ۲    | ۴      | ۴        | ۰     | ۳      | صعود به مرحله حذفی |
| ۴      | زیمبابوه              | ۳    | ۰   | ۱     | ۲    | ۱      | ۶        | ۵–    | ۱      |                    |

| مصر                            | 1–0 | زیمبابوه |
| ------------------------------ | --- | -------- |
| ترزگه (بازیکن فوتبال مصری) ۴۱' |     |          |

| کنگو | 0–2 | اوگاندا            |
| ---- | --- | ------------------ |
|      |     | Kaddu ۱۴' Okwi ۴۸' |

| اوگاندا  | 1–1 | زیمبابوه    |
| -------- | --- | ----------- |
| Okwi ۱۲' |     | Billiat ۴۰' |

| مصر                            | 2–0 | جمهوری دموکراتیک کنگو |
| ------------------------------ | --- | --------------------- |
| احمد المحمدی ۲۵' محمد صلاح ۴۳' |     |                       |

| اوگاندا | 0–2 | مصر                              |
| ------- | --- | -------------------------------- |
|         |     | محمد صلاح ۳۶' احمد المحمدی ۴۵+۱' |

| زیمبابوه | 0–4 | جمهوری دموکراتیک کنگو                                       |
| -------- | --- | ----------------------------------------------------------- |
|          |     | Bolingi ۴' سدریک باکامبو ۳۴'، ۶۵' (پنالتی) Assombalonga ۷۸' |

### گروه B
| جایگاه | تیم        | بازی | برد | تساوی | باخت | گل زده | گل خورده | تفاضل | امتیاز |                    |
| ------ | ---------- | ---- | --- | ----- | ---- | ------ | -------- | ----- | ------ | ------------------ |
| ۱      | ماداگاسکار | ۳    | ۲   | ۱     | ۰    | ۵      | ۲        | ۳+    | ۷      | صعود به مرحله حذفی |
| ۲      | نیجریه     | ۳    | ۲   | ۰     | ۱    | ۲      | ۲        | ۰     | ۶      | صعود به مرحله حذفی |
| ۳      | گینه       | ۳    | ۱   | ۱     | ۱    | ۴      | ۳        | ۱+    | ۴      | صعود به مرحله حذفی |
| ۴      | بوروندی    | ۳    | ۰   | ۰     | ۳    | ۰      | ۴        | ۴–    | ۰      |                    |

| نیجریه            | 1–0 | بوروندی |
| ----------------- | --- | ------- |
| اودیون ایگالو ۷۷' |     |         |

| گینه                         | 2–2 | ماداگاسکار                   |
| ---------------------------- | --- | ---------------------------- |
| Kaba ۳۴' Kamano ۶۶' (پنالتی) |     | Abel ۴۹' Andriamatsinoro ۵۵' |

| نیجریه        | 1–0 | گینه |
| ------------- | --- | ---- |
| کنت اومرو ۷۳' |     |      |

| ماداگاسکار        | 1–0 | بوروندی |
| ----------------- | --- | ------- |
| Ilaimaharitra ۷۶' |     |         |

| ماداگاسکار                            | 2–0 | نیجریه |
| ------------------------------------- | --- | ------ |
| Nomenjanahary ۱۳' Andriamatsinoro ۵۳' |     |        |

| بوروندی | 0–2 | گینه             |
| ------- | --- | ---------------- |
|         |     | Yattara ۲۵'، ۵۲' |

### گروه C
| جایگاه | تیم      | بازی | برد | تساوی | باخت | گل زده | گل خورده | تفاضل | امتیاز |                    |
| ------ | -------- | ---- | --- | ----- | ---- | ------ | -------- | ----- | ------ | ------------------ |
| ۱      | الجزایر  | ۳    | ۳   | ۰     | ۰    | ۶      | ۰        | ۶+    | ۹      | صعود به مرحله حذفی |
| ۲      | سنگال    | ۳    | ۲   | ۰     | ۱    | ۵      | ۱        | ۴+    | ۶      | صعود به مرحله حذفی |
| ۳      | کنیا     | ۳    | ۱   | ۰     | ۲    | ۳      | ۷        | ۴-    | ۳      |                    |
| ۴      | تانزانیا | ۳    | ۰   | ۰     | ۳    | ۲      | ۸        | ۶–    | ۰      |                    |

| سنگال                     | 2–0 | تانزانیا |
| ------------------------- | --- | -------- |
| کیتا بالده ۲۸' Diatta ۶۴' |     |          |

| الجزایر                                 | 2–0 | کنیا |
| --------------------------------------- | --- | ---- |
| بغداد بونجاح ۳۴' (پنالتی) ریاض محرز ۴۳' |     |      |

| سنگال | 0–1 | الجزایر         |
| ----- | --- | --------------- |
|       |     | یوسف بلایلی ۴۹' |

| کنیا                      | 3–2 | تانزانیا             |
| ------------------------- | --- | -------------------- |
| Olunga ۳۹'، ۸۰' Omolo ۶۲' |     | Msuva ۶' Samatta ۴۰' |

| کنیا | 0–3 | سنگال                                        |
| ---- | --- | -------------------------------------------- |
|      |     | اسماعیل سار ۶۳' سادیو مانه ۷۱'، ۷۸' (پنالتی) |

| تانزانیا | 0–3 | الجزایر                                |
| -------- | --- | -------------------------------------- |
|          |     | اسلام سلیمانی ۳۵' آدم اوناس ۳۹'، ۴۵+۱' |

### گروه D
| جایگاه | تیم           | بازی | برد | تساوی | باخت | گل زده | گل خورده | تفاضل | امتیاز |                    |
| ------ | ------------- | ---- | --- | ----- | ---- | ------ | -------- | ----- | ------ | ------------------ |
| ۱      | مراکش         | ۳    | ۳   | ۰     | ۰    | ۳      | ۰        | ۳+    | ۹      | صعود به مرحله حذفی |
| ۲      | ساحل عاج      | ۳    | ۲   | ۰     | ۱    | ۵      | ۲        | ۳+    | ۶      | صعود به مرحله حذفی |
| ۳      | آفریقای جنوبی | ۳    | ۱   | ۰     | ۲    | ۱      | ۲        | ۱-    | ۳      | صعود به مرحله حذفی |
| ۴      | نامیبیا       | ۳    | ۰   | ۰     | ۳    | ۱      | ۶        | ۵–    | ۰      |                    |

| مراکش                   | 1–0 | نامیبیا |
| ----------------------- | --- | ------- |
| Keimuine ۸۹' (گل‌به‌خودی) |     |         |

| ساحل عاج   | 1–0 | آفریقای جنوبی |
| ---------- | --- | ------------- |
| Kodjia ۶۴' |     |               |

| مراکش            | 1–0 | ساحل عاج |
| ---------------- | --- | -------- |
| یوسف النصیری ۲۳' |     |          |

| آفریقای جنوبی | 1–0 | نامیبیا |
| ------------- | --- | ------- |
| Zungu ۶۸'     |     |         |

| آفریقای جنوبی | 0–1 | مراکش            |
| ------------- | --- | ---------------- |
|               |     | مبارک بوصوفه ۹۰' |

| نامیبیا      | 1–4 | ساحل عاج                                                  |
| ------------ | --- | --------------------------------------------------------- |
| Kamatuka ۷۱' |     | مکس گریدل ۳۹' سری دیه ۵۸' ویلفرد زاها ۸۴' مکسول کورنه ۸۹' |

### گروه E
| جایگاه | تیم      | بازی | برد | تساوی | باخت | گل زده | گل خورده | تفاضل | امتیاز |                    |
| ------ | -------- | ---- | --- | ----- | ---- | ------ | -------- | ----- | ------ | ------------------ |
| ۱      | مالی     | ۳    | ۲   | ۱     | ۰    | ۶      | ۲        | ۴+    | ۷      | صعود به مرحله حذفی |
| ۲      | تونس     | ۳    | ۰   | ۳     | ۰    | ۲      | ۲        | ۰     | ۳      | صعود به مرحله حذفی |
| ۳      | آنگولا   | ۳    | ۰   | ۲     | ۱    | ۱      | ۲        | ۱-    | ۲      |                    |
| ۴      | موریتانی | ۳    | ۰   | ۲     | ۱    | ۱      | ۴        | ۳–    | ۲      |                    |

| تونس                     | 1–1 | آنگولا     |
| ------------------------ | --- | ---------- |
| یوسف مساکنی ۳۴' (پنالتی) |     | Djalma ۷۳' |

| مالی                                                                                           | 4–1 | موریتانی              |
| ---------------------------------------------------------------------------------------------- | --- | --------------------- |
| Diaby ۳۷' موسی مارگا ۴۵' (پنالتی) آداما ترائوره (بازیکن فوتبال، زاده ۱۹۹۵) ۵۵' A. Traoré I ۷۴' |     | El Hacen ۷۲' (پنالتی) |

| تونس          | 1–1 | مالی              |
| ------------- | --- | ----------------- |
| وهبی خزری ۷۰' |     | دیادی ساماسکو ۶۰' |

| موریتانی | 0–0 | آنگولا |
| -------- | --- | ------ |
|          |     |        |

| موریتانی | 0–0 | تونس |
| -------- | --- | ---- |
|          |     |      |

| آنگولا | 0–1 | مالی             |
| ------ | --- | ---------------- |
|        |     | آمادو آیدارا ۳۷' |

### گروه F
| جایگاه | تیم         | بازی | برد | تساوی | باخت | گل زده | گل خورده | تفاضل | امتیاز |                    |
| ------ | ----------- | ---- | --- | ----- | ---- | ------ | -------- | ----- | ------ | ------------------ |
| ۱      | غنا         | ۳    | ۱   | ۲     | ۰    | ۴      | ۲        | ۲+    | ۵      | صعود به مرحله حذفی |
| ۲      | کامرون      | ۳    | ۱   | ۲     | ۰    | ۲      | ۰        | ۲+    | ۵      | صعود به مرحله حذفی |
| ۳      | بنین        | ۳    | ۰   | ۳     | ۰    | ۲      | ۲        | ۰     | ۳      | صعود به مرحله حذفی |
| ۴      | گینه بیسائو | ۳    | ۰   | ۱     | ۲    | ۰      | ۴        | ۴–    | ۱      |                    |

| کامرون               | 2–0 | گینه بیسائو |
| -------------------- | --- | ----------- |
| Yaya ۶۶' Bahoken ۶۹' |     |             |

| غنا                       | 2–2 | بنین         |
| ------------------------- | --- | ------------ |
| آندره ایو ۹' ژردن ایو ۴۲' |     | Poté ۲'، ۶۳' |

| کامرون | 0–0 | غنا |
| ------ | --- | --- |
|        |     |     |

| بنین | 0–0 | گینه بیسائو |
| ---- | --- | ----------- |
|      |     |             |

| بنین | 0–0 | کامرون |
| ---- | --- | ------ |
|      |     |        |

| گینه بیسائو | 0–2 | غنا                          |
| ----------- | --- | ---------------------------- |
|             |     | ژردن ایو ۴۶' توماس پارتی ۷۲' |

### رتبه‌بندی تیم‌های مقام سوم
| رتبه | گ | تیم                   | بازی | ب | م | ش | گ‌ز | گ‌خ | ت‌گ | ام | راه‌یابی            |
| ---- | - | --------------------- | ---- | - | - | - | -- | -- | -- | -- | ------------------ |
| ۱    | B | گینه                  | ۳    | ۱ | ۱ | ۱ | ۴  | ۳  | ۱+ | ۴  | صعود به مرحله حذفی |
| ۲    | A | جمهوری دموکراتیک کنگو | ۳    | ۱ | ۰ | ۲ | ۴  | ۴  | ۰  | ۳  | صعود به مرحله حذفی |
| ۳    | F | بنین                  | ۳    | ۰ | ۳ | ۰ | ۲  | ۲  | ۰  | ۳  | صعود به مرحله حذفی |
| ۴    | D | آفریقای جنوبی         | ۳    | ۱ | ۰ | ۲ | ۱  | ۲  | ۱– | ۳  | صعود به مرحله حذفی |
| ۵    | C | کنیا                  | ۳    | ۱ | ۰ | ۲ | ۳  | ۷  | ۴– | ۳  |                    |
| ۶    | E | آنگولا                | ۳    | ۰ | ۲ | ۱ | ۱  | ۲  | ۱– | ۲  |                    |

معیارهای امتیازدهی: ۱)امتیاز؛ ۲)تفاضل گل؛ ۳)گل زده؛ ۴)امتیاز انضباطی؛ ۵)قرعه‌کشی

## مرحله حذفی

### نمودار
|  | یک‌هشتم نهایی                      | یک‌هشتم نهایی                       |                                    |       | یک چهارم نهایی | یک چهارم نهایی |                              |                              | نیمه نهایی | نیمه نهایی |  |  | فینال | فینال |
|  |                                   |                                    |                                    |       |                |                |                              |                              |            |            |  |  |       |       |
|  | ۵ ژوئیه – ورزشگاه بین‌المللی قاهره |                                    |                                    |       |                |                |                              |                              |            |            |  |  |       |       |
|  |                                   |                                    |                                    |       |                |                |                              |                              |            |            |  |  |       |       |
|  | اوگاندا                           | 0                                  |                                    |       |                |                |                              |                              |            |            |  |  |       |       |
|  | اوگاندا                           | 0                                  | ۱۰ ژوئیه – استادیوم ۳۰ ژوئن        |       |                |                |                              |                              |            |            |  |  |       |       |
|  | سنگال                             | 1                                  |                                    |       |                |                |                              |                              |            |            |  |  |       |       |
|  | سنگال                             | 1                                  | سنگال                              | 1     |                |                |                              |                              |            |            |  |  |       |       |
|  | ۵ ژوئیه – Cairo (Al Salam)        |                                    | سنگال                              | 1     |                |                |                              |                              |            |            |  |  |       |       |
|  |                                   | بنین                               | 0                                  |       |                |                |                              |                              |            |            |  |  |       |       |
|  | مراکش                             | بنین                               | 0                                  | 1 (1) |                |                |                              |                              |            |            |  |  |       |       |
|  | مراکش                             |                                    | ۱۴ ژوئیه – استادیوم ۳۰ ژوئن        | 1 (1) |                |                |                              |                              |            |            |  |  |       |       |
|  | بنین (پ)                          | 1 (4)                              |                                    |       |                |                |                              |                              |            |            |  |  |       |       |
|  | بنین (پ)                          | 1 (4)                              | سنگال (و.ا.)                       | 1     |                |                |                              |                              |            |            |  |  |       |       |
|  | ۷ ژوئیه – ورزشگاه اسکندریه        |                                    | سنگال (و.ا.)                       | 1     |                |                |                              |                              |            |            |  |  |       |       |
|  |                                   | تونس                               | 0                                  |       |                |                |                              |                              |            |            |  |  |       |       |
|  | ماداگاسکار (پ)                    | تونس                               | 0                                  | 2 (4) |                |                |                              |                              |            |            |  |  |       |       |
|  | ماداگاسکار (پ)                    | ۱۱ ژوئیه – Cairo (Al Salam)        |                                    | 2 (4) |                |                |                              |                              |            |            |  |  |       |       |
|  | جمهوری دموکراتیک کنگو             | 2 (2)                              |                                    |       |                |                |                              |                              |            |            |  |  |       |       |
|  | جمهوری دموکراتیک کنگو             | 2 (2)                              | ماداگاسکار                         | 0     |                |                |                              |                              |            |            |  |  |       |       |
|  | ۸ ژوئیه – Ismailia                |                                    | ماداگاسکار                         | 0     |                |                |                              |                              |            |            |  |  |       |       |
|  |                                   | تونس                               | 3                                  |       |                |                |                              |                              |            |            |  |  |       |       |
|  | غنا                               | تونس                               | 3                                  | 1 (4) |                |                |                              |                              |            |            |  |  |       |       |
|  | غنا                               |                                    | ۱۹ ژوئیه – ورزشگاه بین‌المللی قاهره | 1 (4) |                |                |                              |                              |            |            |  |  |       |       |
|  | تونس (پ)                          | 1 (5)                              |                                    |       |                |                |                              |                              |            |            |  |  |       |       |
|  | تونس (پ)                          | 1 (5)                              | سنگال                              | 0     |                |                |                              |                              |            |            |  |  |       |       |
|  | ۸ ژوئیه – Suez                    |                                    | سنگال                              | 0     |                |                |                              |                              |            |            |  |  |       |       |
|  |                                   | الجزایر                            | 1                                  |       |                |                |                              |                              |            |            |  |  |       |       |
|  | مالی                              | الجزایر                            | 1                                  | 0     |                |                |                              |                              |            |            |  |  |       |       |
|  | مالی                              | ۱۱ ژوئیه – Suez                    |                                    | 0     |                |                |                              |                              |            |            |  |  |       |       |
|  | ساحل عاج                          | 1                                  |                                    |       |                |                |                              |                              |            |            |  |  |       |       |
|  | ساحل عاج                          | 1                                  | ساحل عاج                           | 1 (3) |                |                |                              |                              |            |            |  |  |       |       |
|  | ۷ ژوئیه – استادیوم ۳۰ ژوئن        |                                    | ساحل عاج                           | 1 (3) |                |                |                              |                              |            |            |  |  |       |       |
|  |                                   | الجزایر (پ)                        | 1 (4)                              |       |                |                |                              |                              |            |            |  |  |       |       |
|  | الجزایر                           | الجزایر (پ)                        | 1 (4)                              | 3     |                |                |                              |                              |            |            |  |  |       |       |
|  | الجزایر                           |                                    | ۱۴ ژوئیه – ورزشگاه بین‌المللی قاهره | 3     |                |                |                              |                              |            |            |  |  |       |       |
|  | گینه                              | 0                                  |                                    |       |                |                |                              |                              |            |            |  |  |       |       |
|  | گینه                              | 0                                  | الجزایر                            | 2     |                |                |                              |                              |            |            |  |  |       |       |
|  | ۶ ژوئیه – ورزشگاه اسکندریه        |                                    | الجزایر                            | 2     |                |                |                              |                              |            |            |  |  |       |       |
|  |                                   | نیجریه                             | 1                                  |       | رده‌بندی        | رده‌بندی        |                              |                              |            |            |  |  |       |       |
|  | نیجریه                            | نیجریه                             | 1                                  | 3     | رده‌بندی        | رده‌بندی        |                              |                              |            |            |  |  |       |       |
|  | نیجریه                            | ۱۰ ژوئیه – ورزشگاه بین‌المللی قاهره | ۱۰ ژوئیه – ورزشگاه بین‌المللی قاهره | 3     |                |                | ۱۷ ژوئیه – Cairo (Al Salam)0 | ۱۷ ژوئیه – Cairo (Al Salam)0 |            |            |  |  |       |       |
|  | کامرون                            | ۱۰ ژوئیه – ورزشگاه بین‌المللی قاهره | ۱۰ ژوئیه – ورزشگاه بین‌المللی قاهره | 2     |                |                | ۱۷ ژوئیه – Cairo (Al Salam)0 | ۱۷ ژوئیه – Cairo (Al Salam)0 |            |            |  |  |       |       |
|  | کامرون                            | نیجریه                             | 2                                  | 2     | تونس           | 0              |                              |                              |            |            |  |  |       |       |
|  | ۶ ژوئیه – ورزشگاه بین‌المللی قاهره | نیجریه                             | 2                                  |       | تونس           | 0              |                              |                              |            |            |  |  |       |       |
|  |                                   | آفریقای جنوبی                      | 1                                  |       | نیجریه         | 1              |                              |                              |            |            |  |  |       |       |
|  | مصر                               | آفریقای جنوبی                      | 1                                  | 0     | نیجریه         | 1              |                              |                              |            |            |  |  |       |       |
|  | مصر                               |                                    |                                    | 0     |                |                |                              |                              |            |            |  |  |       |       |
|  | آفریقای جنوبی                     | 1                                  |                                    |       |                |                |                              |                              |            |            |  |  |       |       |
|  | آفریقای جنوبی                     | 1                                  |                                    |       |                |                |                              |                              |            |            |  |  |       |       |

### یک هشتم نهایی
| مراکش                                 | 1–1 (و.ا.) | بنین                        |
| ------------------------------------- | ---------- | --------------------------- |
| یوسف النصیری ۷۶'                      |            | Adilehou ۵۳'                |
| ضربات پنالتی                          |            |                             |
| اسامه ادریسی سفیان بوفال یوسف النصیری | ۱–۴        | Verdon Djigla Anaane Séïbou |

| اوگاندا | 0–1 | سنگال          |
| ------- | --- | -------------- |
|         |     | سادیو مانه ۱۵' |

| نیجریه                                | 3–2 | کامرون                        |
| ------------------------------------- | --- | ----------------------------- |
| اودیون ایگالو ۱۹'، ۶۳' الکس آیوبی ۶۶' |     | Bahoken ۴۱' کلینتون انجیه ۴۴' |

| مصر | 0–1 | آفریقای جنوبی |
| --- | --- | ------------- |
|     |     | Lorch ۸۵'     |

| ماداگاسکار                      | 2–2 (و.ا.) | Congo DR                                    |
| ------------------------------- | ---------- | ------------------------------------------- |
| Amada ۹' Andriatsima ۷۷'        |            | سدریک باکامبو ۲۱' Mbemba ۹۰'                |
| ضربات پنالتی                    |            |                                             |
| Amada Métanire Fontaine Mombris | ۴–۲        | Tisserand سدریک باکامبو M'Poku یانیک بولازی |

| الجزایر                                     | 3–0 | گینه |
| ------------------------------------------- | --- | ---- |
| یوسف بلایلی ۲۴' ریاض محرز ۵۷' آدم اوناس ۸۲' |     |      |

| مالی | 0–1 | ساحل عاج        |
| ---- | --- | --------------- |
|      |     | ویلفرد زاها ۷۶' |

| غنا                                                     | 1–1 (و.ا.) | تونس                                                    |
| ------------------------------------------------------- | ---------- | ------------------------------------------------------- |
| رامی بدوی ۹۰+۲' (گل‌به‌خودی)                              |            | طه یاسین الخنیسی ۷۳'                                    |
| ضربات پنالتی                                            |            |                                                         |
| واکاسو مبارک ژردن ایو کالب اکوبان Agbenyenu توماس پارتی | ۴–۵        | نعیم سلیتی وهبی خزری دیلان برون یاسین مریاح فرجانی ساسی |

### یک چهارم نهایی
| سنگال         | 1–0 | بنین |
| ------------- | --- | ---- |
| ادریسا گی ۷۰' |     |      |

| نیجریه                              | 2–1 | آفریقای جنوبی |
| ----------------------------------- | --- | ------------- |
| Chukwueze ۲۷' ویلیام تروست اکنگ ۸۹' |     | Zungu ۷۱'     |

| ساحل عاج                                              | 1–1 (و.ا.) | الجزایر                                                               |
| ----------------------------------------------------- | ---------- | --------------------------------------------------------------------- |
| Kodjia ۶۲'                                            |            | سفیان فغولی ۲۰'                                                       |
| ضربات پنالتی                                          |            |                                                                       |
| فرانک کسیه مکسول کورنه ویلفرید بونی مکس گریدل سری دیه | ۳–۴        | - رامی بن سبعینی - اسلام سلیمانی - اندی دیلور - آدم اوناس یوسف بلایلی |

| ماداگاسکار | 0–3 | تونس                                             |
| ---------- | --- | ------------------------------------------------ |
|            |     | فرجانی ساسی ۵۲' یوسف مساکنی ۶۰' نعیم سلیتی ۹۰+۳' |

### نیمه نهایی
| سنگال                      | 1–0 (و.ا.) | تونس |
| -------------------------- | ---------- | ---- |
| دیلان برون ۱۰۱' (گل‌به‌خودی) |            |      |

| الجزایر                                          | 2–1 | نیجریه                     |
| ------------------------------------------------ | --- | -------------------------- |
| ویلیام تروست اکنگ ۴۰' (گل‌به‌خودی) ریاض محرز ۹۰+۵' |     | اودیون ایگالو ۷۲' (پنالتی) |

## بازی رده‌بندی سوم و چهارمی
| تونس | 0–1 | نیجریه           |
| ---- | --- | ---------------- |
|      |     | اودیون ایگالو ۳' |

## فینال

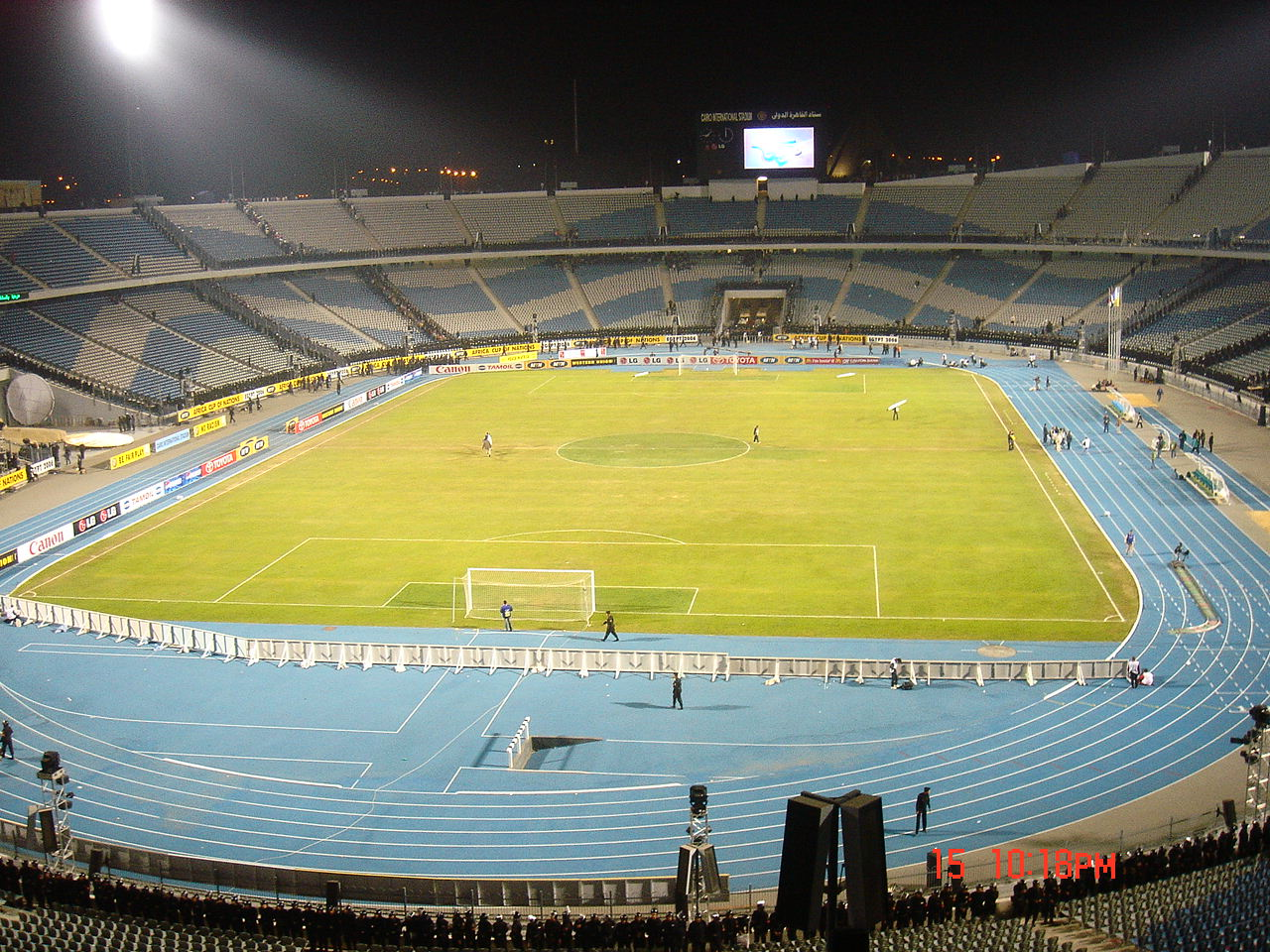
نمایی از ورزشگاه بین‌المللی قاهره

| سنگال | 0–1 | الجزایر         |
| ----- | --- | --------------- |
|       |     | بغداد بونجاح ۲' |

## قهرمان
| قهرمان جام ملت‌های آفریقا ۲۰۱۹ |
| ----------------------------- |
| · الجزایر · دومین عنوان       |

## جدول گلزنان
۱۰۲ گل  در ۵۲ مسابقه به ثمر رسید که به‌طور میانگین برابر است با ۱٫۹۶ گل به ازای هر مسابقه.
۵ گل
- اودیون ایگالو

۳ گل
- ریاض محرز
- آدم اوناس
- سدریک باکامبو
- سادیو مانه

۲ گل
- یوسف بلایلی
- بغداد بونجاح
- استفان باهوکن
- احمد المحمدی
- محمد صلاح
- ژردن ایو
- ویلفرد زاها
- Michael Olunga
- Carolus Andriamatsinoro
- یوسف النصیری
- Bongani Zungu
- یوسف مساکنی
- Emmanuel Okwi

۱ گل
- سفیان فغولی
- اسلام سلیمانی
- Djalma
- Moise Adilehou
- کلینتون انجیه
- Banana Yaya
- Britt Assombalonga
- Jonathan Bolingi
- Chancel Mbemba
- ترزگه (بازیکن فوتبال مصری)
- آندره ایو
- توماس پارتی
- Sory Kaba
- François Kamano
- مکسول کورنه
- سری دیه
- مکس گریدل
- Johanna Omolo
- Anicet Abel
- Ibrahim Amada
- Faneva Imà Andriatsima
- Marco Ilaimaharitra
- Lalaïna Nomenjanahary
- Abdoulay Diaby
- آمادو آیدارا
- موسی مارگا
- دیادی ساماسکو
- Adama Traoré I
- آداما ترائوره (بازیکن فوتبال، زاده ۱۹۹۵)
- Moctar Sidi El Hacen
- مبارک بوصوفه
- Joslin Kamatuka
- Samuel Chukwueze
- الکس آیوبی
- کنت اومرو
- ویلیام تروست اکنگ
- کیتا بالده
- Krépin Diatta
- ادریسا گی
- اسماعیل سار
- Thembinkosi Lorch
- Simon Msuva
- Mbwana Samatta
- وهبی خزری
- طه یاسین الخنیسی
- فرجانی ساسی
- نعیم سلیتی
- Patrick Kaddu
- Khama Billiat

## جوایز
افراد زیر برندگان جوایز منتخب شدند:
| اسماعیل بن ناصر         |
| بهترین گلزن             |
| اودیون ایگالو (۵ گل)    |
| بهترین دروازه بان       |
| رایس مبولحی             |
| بهترین بازیکن جوان      |
| اسماعیل بن ناصر         |
| بهترین پاسور            |
| اسماعیل بن ناصر (۳ پاس) |
| فرانک کسیه (۳ پاس)      |
| جایزه بازی جوانمردانه   |
| سنگال                   |

### تیم منتخب مسابقات
مربی:  جمال بلماضی
| دروازه بان  | مدافعان                                           | هافبک ها                               | مهاجمان                            |
| ----------- | ------------------------------------------------- | -------------------------------------- | ---------------------------------- |
| رایس مبولحی | کالیدو کولیبالی یاسین مریاح لمین گاساما یوسف سبلی | ادریسا گی عدلان قدیوره اسماعیل بن ناصر | اودیون ایگالو سادیو مانه ریاض محرز |

## رده‌بندی نهایی جام
| جایگاه | تیم                   | بازی | برد | تساوی | باخت | گل زده | گل خورده | تفاضل گل | امتیاز | نتیجه نهایی            |
| ------ | --------------------- | ---- | --- | ----- | ---- | ------ | -------- | -------- | ------ | ---------------------- |
| ۱      | الجزایر               | ۷    | ۶   | ۱     | ۰    | ۱۳     | ۲        | —        | ۱۹     | قهرمان                 |
| ۲      | سنگال                 | ۷    | ۵   | ۰     | ۲    | ۸      | ۲        | —        | ۱۵     | نائب قهرمان            |
| ۳      | نیجریه                | ۷    | ۵   | ۰     | ۲    | ۹      | ۷        | —        | ۱۵     | سوم                    |
| ۴      | تونس                  | ۷    | ۱   | ۴     | ۲    | ۶      | ۵        | —        | ۷      | چهارم                  |
|        |                       |      |     |       |      |        |          |          |        |                        |
| ۵      | ساحل عاج              | ۵    | ۳   | ۱     | ۱    | ۷      | ۳        | —        | ۱۰     | حضور در یک چهارم نهایی |
| ۶      | ماداگاسکار            | ۵    | ۲   | ۲     | ۱    | ۷      | ۷        | —        | ۸      | حضور در یک چهارم نهایی |
| ۷      | آفریقای جنوبی         | ۵    | ۲   | ۰     | ۳    | ۳      | ۴        | —        | ۶      | حضور در یک چهارم نهایی |
| ۸      | بنین                  | ۵    | ۰   | ۴     | ۱    | ۳      | ۴        | —        | ۴      | حضور در یک چهارم نهایی |
|        |                       |      |     |       |      |        |          |          |        |                        |
| ۹      | مراکش                 | ۴    | ۳   | ۱     | ۰    | ۴      | ۱        | —        | ۱۰     | حضور در یک هشتم نهایی  |
| ۱۰     | مصر                   | ۴    | ۳   | ۰     | ۱    | ۵      | ۱        | —        | ۹      | حضور در یک هشتم نهایی  |
| ۱۱     | مالی                  | ۴    | ۲   | ۱     | ۱    | ۶      | ۳        | —        | ۷      | حضور در یک هشتم نهایی  |
| ۱۲     | غنا                   | ۴    | ۱   | ۳     | ۰    | ۵      | ۳        | —        | ۶      | حضور در یک هشتم نهایی  |
| ۱۳     | کامرون                | ۴    | ۱   | ۲     | ۱    | ۴      | ۳        | —        | ۵      | حضور در یک هشتم نهایی  |
| ۱۴     | جمهوری دموکراتیک کنگو | ۴    | ۱   | ۱     | ۲    | ۶      | ۶        | —        | ۴      | حضور در یک هشتم نهایی  |
| ۱۵     | اوگاندا               | ۴    | ۱   | ۱     | ۲    | ۳      | ۴        | —        | ۴      | حضور در یک هشتم نهایی  |
| ۱۶     | گینه                  | ۴    | ۱   | ۱     | ۲    | ۴      | ۶        | —        | ۴      | حضور در یک هشتم نهایی  |
|        |                       |      |     |       |      |        |          |          |        |                        |
| ۱۷     | کنیا                  | ۳    | ۱   | ۰     | ۲    | ۳      | ۷        | —        | ۳      | حضور در مرحله گروهی    |
| ۱۸     | آنگولا                | ۳    | ۰   | ۲     | ۱    | ۱      | ۲        | —        | ۲      | حضور در مرحله گروهی    |
| ۱۹     | موریتانی              | ۳    | ۰   | ۲     | ۱    | ۱      | ۴        | —        | ۲      | حضور در مرحله گروهی    |
| ۲۰     | گینه بیسائو           | ۳    | ۰   | ۱     | ۲    | ۰      | ۴        | —        | ۱      | حضور در مرحله گروهی    |
| ۲۱     | زیمبابوه              | ۳    | ۰   | ۱     | ۲    | ۱      | ۶        | —        | ۱      | حضور در مرحله گروهی    |
| ۲۲     | بوروندی               | ۳    | ۰   | ۰     | ۳    | ۰      | ۴        | —        | ۰      | حضور در مرحله گروهی    |
| ۲۳     | نامیبیا               | ۳    | ۰   | ۰     | ۳    | ۱      | ۶        | —        | ۰      | حضور در مرحله گروهی    |
| ۲۴     | تانزانیا              | ۳    | ۰   | ۰     | ۳    | ۲      | ۸        | —        | ۰      | حضور در مرحله گروهی    |